# Alfredo San Juan Colomer
Alfredo de Sanjuan y Colomer (n. 1892) fue un militar y aviador español.

## Biografía
Nació en Barcelona el 29 de septiembre de 1892. Cursó estudios en la Academia de Infantería de Toledo, donde se licenciaría en 1914, siendo el primero de su promoción. Fue compañero de promoción de Vicente Rojo Lluch. Posteriormente se diplomaría en Estado Mayor, cursando también estudios de aeronáutica. Llegó a participar en la guerra del Rif, primero en una unidad de regulares y, posteriormente, al frente de una escuadrilla de cazas.
Tras el estallido de la Guerra civil se mantuvo fiel a la Segunda República. Durante el transcurso de la contienda desempeñó diversos puestos de responsabilidad, llegando a ser director de varios centros de enseñanza militar, como la Escuela de Aplicación Táctica del Ejército, la Escuela de Estado Mayor Central y la Escuela Popular de Estado Mayor. También fue jefe de Estado Mayor del IX Cuerpo de Ejército, en el frente de Andalucía. Al final de la contienda se exilió en México, donde ejerció como profesor de la Escuela Militar de Aviación de Monterrey, así como profesor en la Universidad de Nuevo León. Residió en México hasta su fallecimiento.
Llegó a publicar varios trabajos sobre la aviación militar.